# Nazionale femminile di pallacanestro di El Salvador
La nazionale di pallacanestro femminile di El Salvador, selezione delle migliori giocatrici di pallacanestro di nazionalità salvadoregna, rappresenta El Salvador nelle competizioni internazionali femminili di pallacanestro organizzate dalla FIBA ed è gestita dalla Federazione cestistica di El Salvador.

## Campionati americani
- 2021 - 9°

## Campionati centramericani
- 1975 - 4°
- 1977 - 5°
- 1981 - 6°
- 1985 - 6°

- 2006 - 8°
- 2012 - 7°
- 2014 - 7°
- 2021 - 4°

- 2022 - 5°

## Piazzamenti

### Giochi panamericani
- 1975 - 8°

## Formazioni

### Campionati americani
Campionato americano femminile di pallacanestro 20211 Noyola, 3 Hernández, 4 Cubías, 5 Sosa, 7 Alvarado, 9 Vega, 10 Murcia, 12 Calderón, 14 Funes, 22 Villalobos, 24 Tévez, 77 Méndez,        All. José Santana

### Campionati centramericani
Campionato centramericano femminile di pallacanestro 20064 D. Palacios, 5 Sánchez, 6 Serrano, 7 González, 8 Láinez, 9 Martínez, 10 Guzmán, 11 Jovel, 12 R. Palacios, 13 Campo, 14 Vides, 15 Calvo,        All. -
Campionato centramericano femminile di pallacanestro 20124 Funes, 5 Sosa, 6 Helena, 7 Campos, 8 Simón, 9 Heredia, 10 Bautista, 11 Flores, 12 Calderón, 13 Martínez, 14 Urías, 15 Maravilla,        All. Francisco Valle
Campionato centramericano femminile di pallacanestro 20144 Martínez, 5 Rodríguez, 6 Helena, 7 Campos, 8 Larín, 9 Heredia, 10 Savery, 11 Escobar, 12 Calderón, 13 Palacios, 14 Funes,        All. Roberto Morales
Campionato centramericano femminile di pallacanestro 20211 Noyola, 3 Hernández, 4 Cubías, 5 Tejada, 7 Alvarado, 9 Vega, 10 Murcia, 12 Calderón, 14 Funes, 22 Villalobos, 24 Tévez, 77 Méndez,        All. José Santana
Campionato centramericano femminile di pallacanestro 20211 Noyola, 3 Hernández, 4 Cubías, 5 Tejada, 7 Alvarado, 9 Vega, 10 Murcia, 12 Calderón, 14 Funes, 22 Villalobos, 24 Tévez, 77 Méndez,        All. José Santana
Campionato centramericano femminile di pallacanestro 20224 Martínez, 9 Vega, 11 Domínguez, 12 Calderón, 14 Funes, 15 Heredia, 16 Avilés, 24 Tévez, 26 Alfaro, 51 Ruiz, 77 Méndez,        All. José Santana